# Байдара

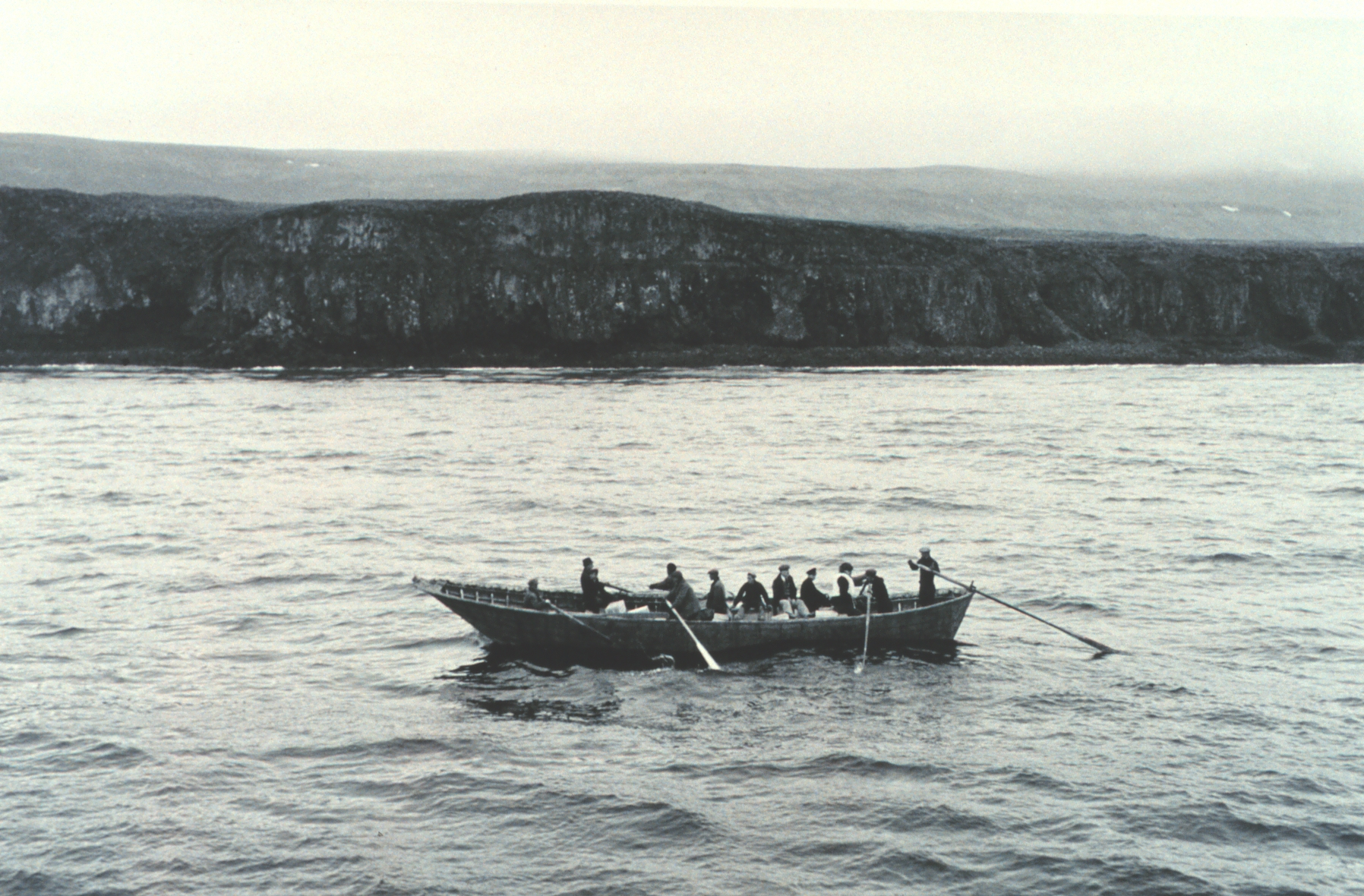
Байдара, острова Прибылова, 1938 г.

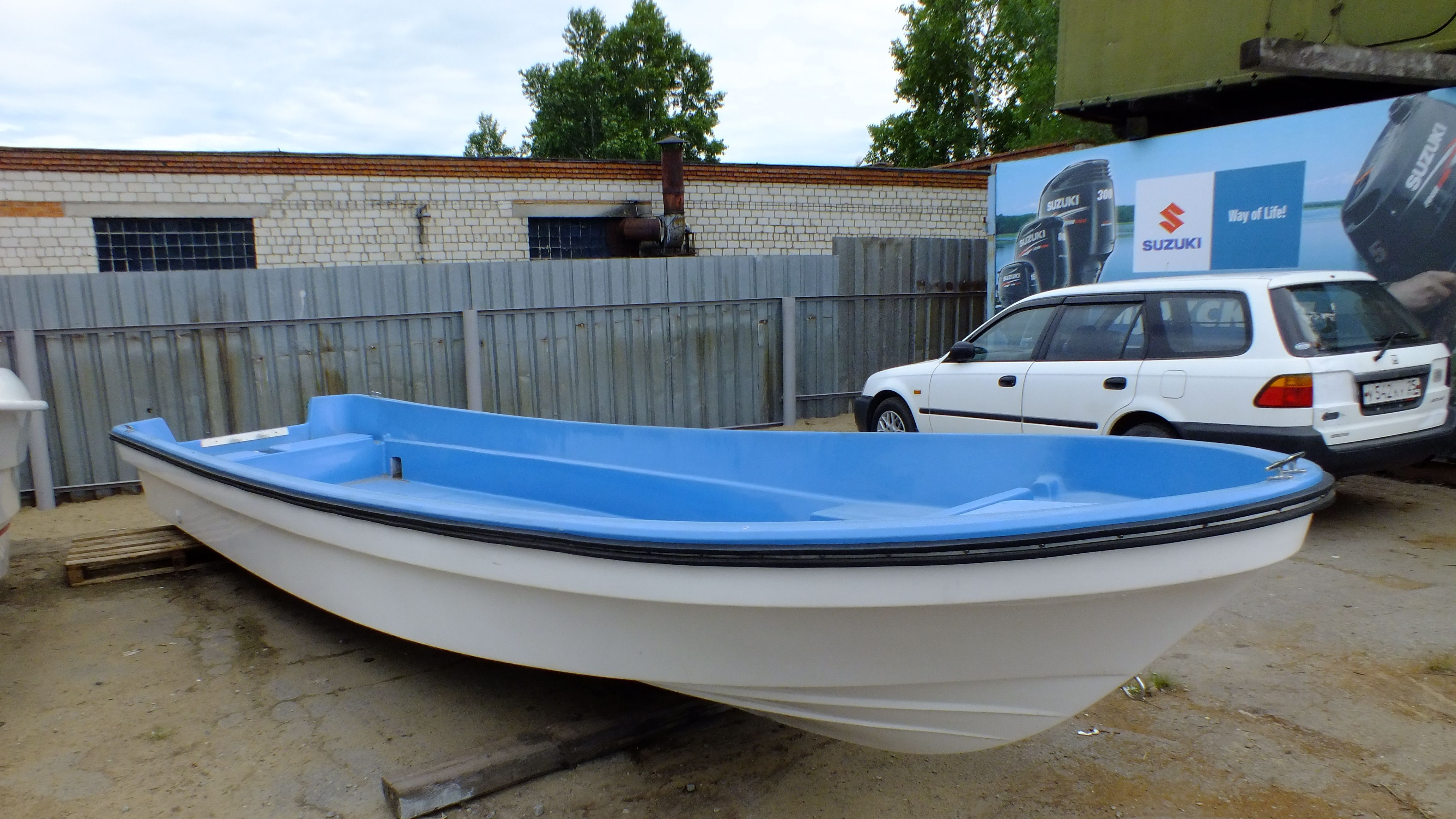
Традиционные байдары вытесняются баркасами, вельботами и стеклопластиковыми промысловыми лодками

Байда́ра (чук. лыгъытвъэт, коряк. култаытвыыт, эским. аньяпик, умиак) — большая традиционная промысловая и транспортная лодка у северных народов Восточной Сибири и западной части Северной Америки, в том числе у береговых чукчей, алеутов, коряков и эскимосов. Вместимость до 30 человек. На байдарах, которые вмещали около 15 человек и имели одну или две мачты с парусами, плавали и русские промышленники.

## Этимология
Самого слова «байдара» как названия лодки нет ни в одном языке аборигенных прибрежных народов востока Азии или Америки. Оно стало применяться вместо местных традиционных названий русскими первопроходцами, которые использовали привычный им термин.
Кроме лодочной тематики, в Сибири и на Дальнем Востоке слова «ба́йдара», «байда́ра», «байдарка» и подобные применялись для обозначения керамического сосуда для заваривания кирпичного чая, морской раковины (моллюска), плоской возвышенности и др.
Байда́ра, байда (лодка), байда́к, бодак (стар.), бударка (лодка) — большие и малые гребные или парусные рыбацкие и грузовые лодки, широко распространённые в европейской части России, в том числе на Чёрном, Азовском и Каспийском морях. Это также вёсельные паромы для переправы через реки, а на Кавказе (Терек) — лодка для завода невода.

## Конструкция и использование
Байдара тихоокеанских народов представляет собой каркас, сделанный из дерева (плавника) и китовых рёбер, сшитых китовым усом. Обтягивается кожей моржа или крупных тюленей, сшиваемых жилами. Покрытие коптится и смазывается жиром. Тем не менее, лодки требуют частой сушки. У эвенов охотского побережья были также байдары из досок. Байдары были около 9 метров длиной, и в них могли уместиться примерно 12 пассажиров или 6 охотников с добычей. Имели 6, 8 и до 18 вёсел. Так большие байдары алеутов в XVIII веке могли иметь 16 вёсел. Иногда на байдары ставили паруса и эскимосы. Их сшивали из кишок морских животных.